# Bosco di Mozzagrogna (Sangro)
Bosco di Mozzagrogna (Sangro) este o arie protejată (arie specială de conservare — SAC, sit de importanță comunitară — SCI) din Italia întinsă pe o suprafață de 428 ha, integral pe uscat.

## Localizare
Centrul sitului Bosco di Mozzagrogna (Sangro) este situat la coordonatele 42°09′49″N 14°26′53″E / 42.163677°N 14.448°E.

## Înființare
Situl Bosco di Mozzagrogna (Sangro) a fost declarat sit de importanță comunitară în iunie 1995 pentru a proteja 12 specii de animale. Situl a fost protejat și ca arie specială de conservare în decembrie 2018.

## Biodiversitate
Situată în ecoregiunea continentală, aria protejată conține 3 habitate naturale: Păduri mixte riverane de Quercus robur, Ulmus laevis și Ulmus minor, Fraxinus excelsior sau Fraxinus angustifolia, de-a lungul marilor râuri (Ulmenion minoris), Păduri aluvionare cu Alnus glutinosa și Fraxinus excelsior (Alno-Padion, Alnion incanae, Salicion albae), Galerii de Salix alba și de Populus alba.
La baza desemnării sitului se află mai multe specii protejate:
- păsări (6): pescăruș albastru (Alcedo atthis), stârc roșu (Ardea purpurea), stârc pitic (Ixobrychus minutus), gaia neagră (Milvus migrans), gaia roșie (Milvus milvus), stârc de noapte (Nycticorax nycticorax)
- amfibieni (1): Triturus carnifex
- mamifere (3): liliac cârn (Barbastella barbastellus), lupul (Canis lupus), vidră de râu (Lutra lutra)
- pești (2): Barbus plebejus, Rutilus rubilio

Pe lângă speciile protejate, pe teritoriul sitului au mai fost identificate 7 specii de plante, 1 specie de amfibieni, 1 specie de nevertebrate, 1 specie de reptile.